# Natalie Steward
Natalie Alwyne Steward, född 30 april 1943 i Pretoria, är en brittisk före detta simmare.
Steward blev olympisk silvermedaljör på 100 meter ryggsim vid sommarspelen 1960 i Rom.